# Epidendrum tandapioides
Epidendrum tandapioides är en orkidéart som beskrevs av Eric Hágsater. Epidendrum tandapioides ingår i släktet Epidendrum och familjen orkidéer. Inga underarter finns listade i Catalogue of Life.